# Мельхіор Лехтер
Мельхіор Лехтер (нім. Melchior Lechter; 2 жовтня 1865, Мюнстер, Пруссія — 8 жовтня 1937, Рарон, Швейцарія) — німецький художник, графік, ілюстратор і вітражист, представник югендстилю.

## Життя та творчість
Мельхіор Лехтер вже в юні роки проявляє обдарованість як художник. Цікавиться також музикою Ріхарда Вагнера і Ференца Ліста, філософськими роботами Артура Шопенгауера і Фрідріха Ніцше. У 14-річному віці починає вивчати живопис по склу. Відвідує заняття з малювання, графіки і дизайну в мюнстерській Художній школі.
У 1884 році їде в Берлін і вступає до місцевого Університету мистецтв, паралельно займаючись розписом по склу. У 1894 році відбувається перша виставка робіт Лехтера, після якої до нього приходить визнання. Особливе значення для художника мало знайомство з поетом Стефаном Ґеймом, яке перейшло в тісну дружбу. Лехтер оформлює кілька збірок поета, що вийшли друком у видавництві Georg Bondi Verlag.
У 1896 році проходить перша виставка малюнків по склу. До найбільш відомих з них можна віднести два вітражі на вікнах спальні художника на тему Трістана та Ізольди. У тому ж році він отримує замовлення на створення вітражів для церкви св. Симеона і так званого «Першого романського будинку» в Берліні. У 1898 році на замовлення меблевого фабриканта Якоба Палленберга Лехтер оформлює «зал Палленберга» у Музеї прикладного мистецтва, відкритому у Кельні.
За численні заслуги в мистецтві декорації художник був нагороджений Великою премією на Всесвітній виставці у Парижі.
У 1906 році Лехтер вступає в Теософське товариство Адьяр. У 1907 році отримує від влади провінції Вестфалія замовлення на дизайнерські роботи (створення вітражів) для нового приміщення Вестфальського музею в Мюнстері. Під час презентації цієї роботи в 1910 році у стінах музею проходить також перша велика ретроспективна виставка Мельхіора Лехтера. У 1923 році Лехтер дарує цьому музею своє творчу спадщину.
У вересні 1910 році художник разом з Карлом Вольфскелем їдуть в подорож до Індії. Впродовж п'яти місяців вони відвідують Цейлон, Мадрас і Бенгалію (річку Адьяр, місце поклоніння Теософського товариства Лехтера). Записки і щоденник з цієї подорожі, з ілюстраціями автора, згодом були видані Лехтером в заснованому ним видавництві «Einhorn Presse» невеликим тиражем (333 примірники).
Художник помер у Швейцарії під час відвідин могили австрійського поета Райнера Марії Рільке.

## Галерея

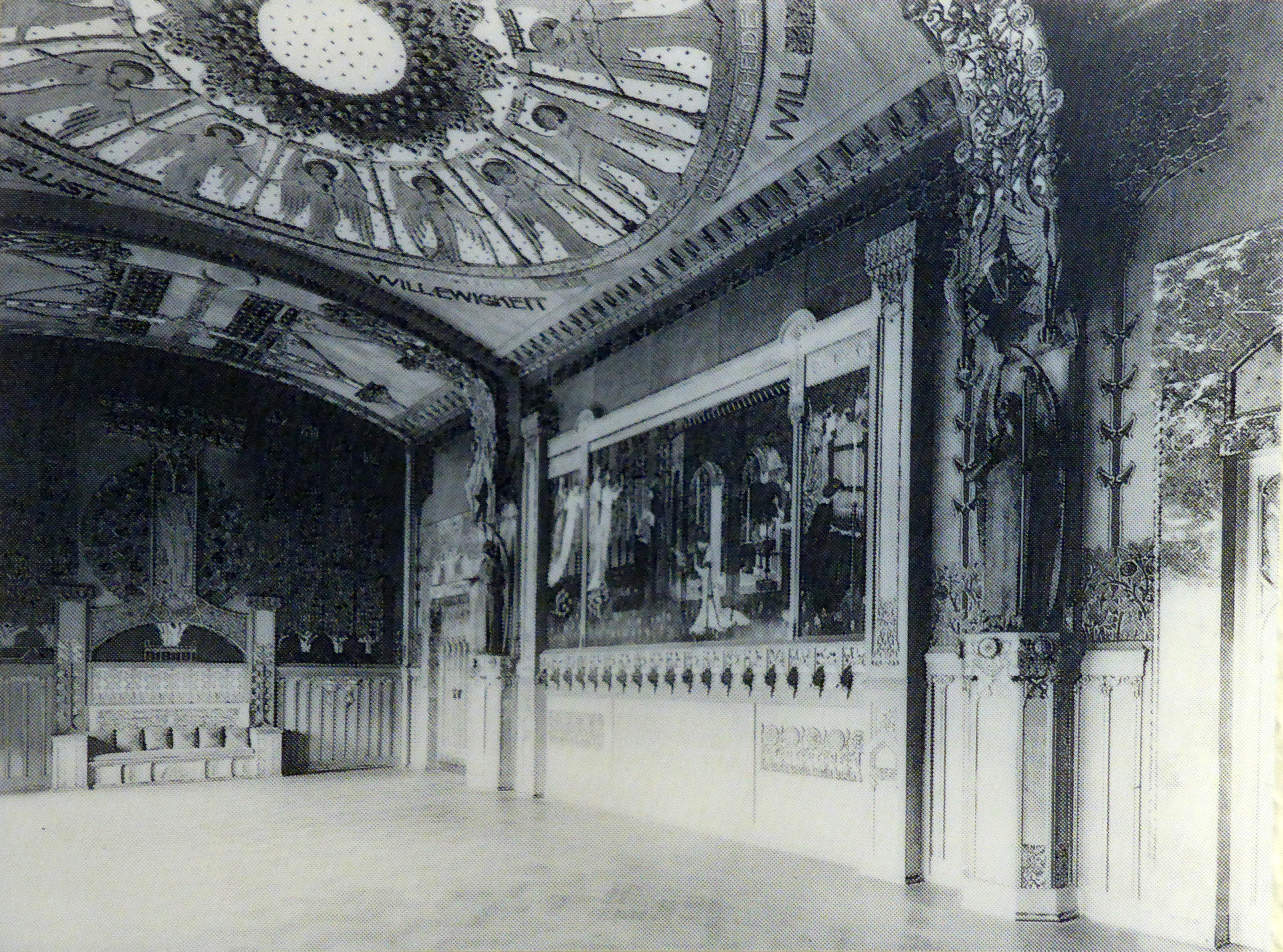
Зал Палленберга в кельнському Музеї прикладного мистецтва (1900)
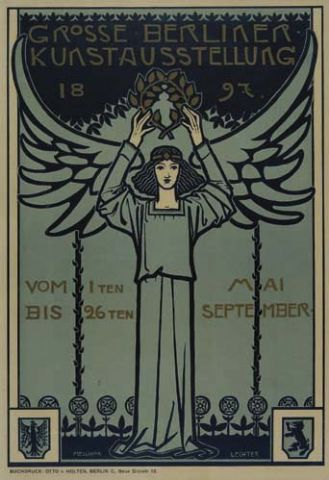
Плакат до Великої берлінської художньої виставки (1897)
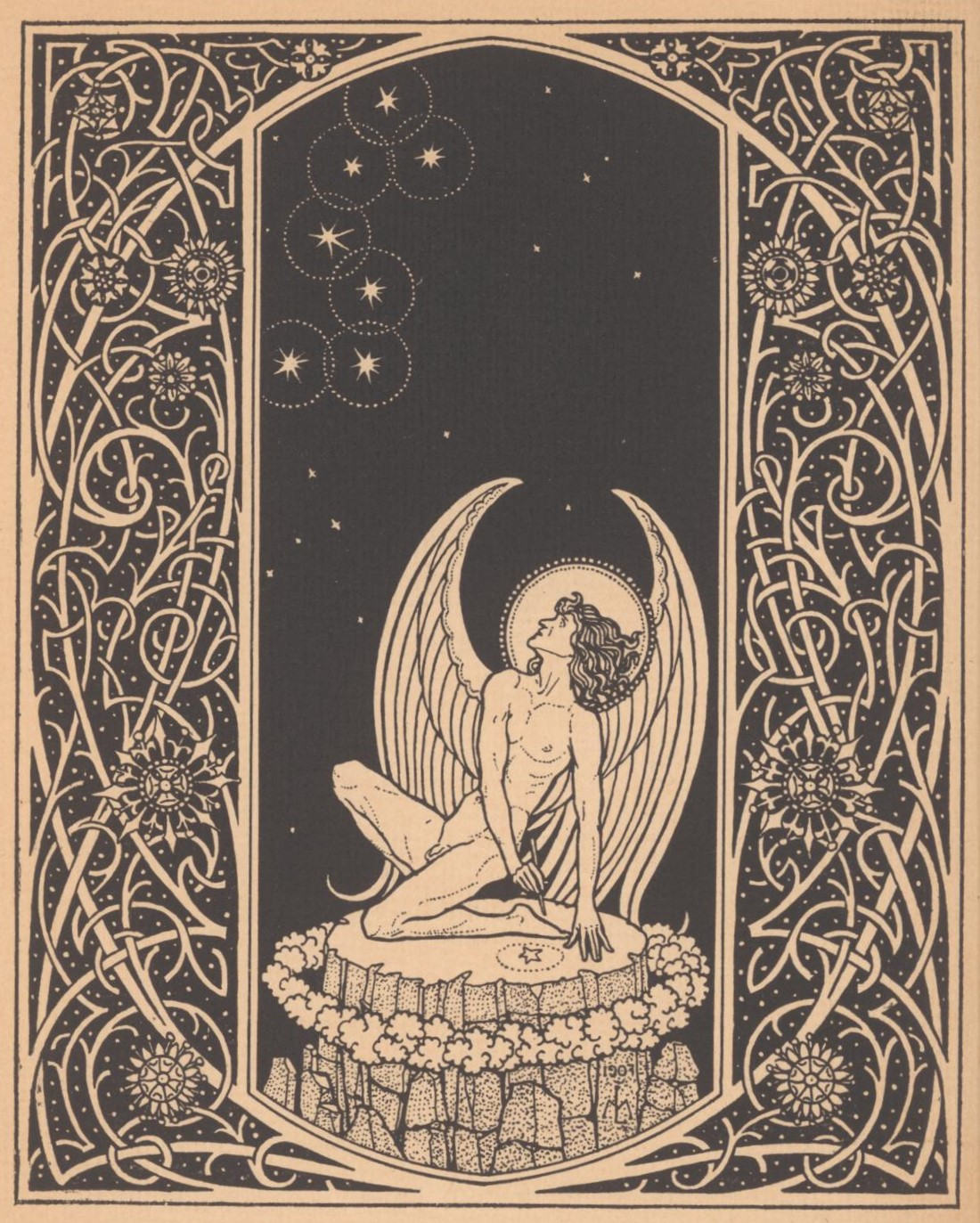
Ілюстрація до «Сьомого кільця» Стефана Гейма (1907)
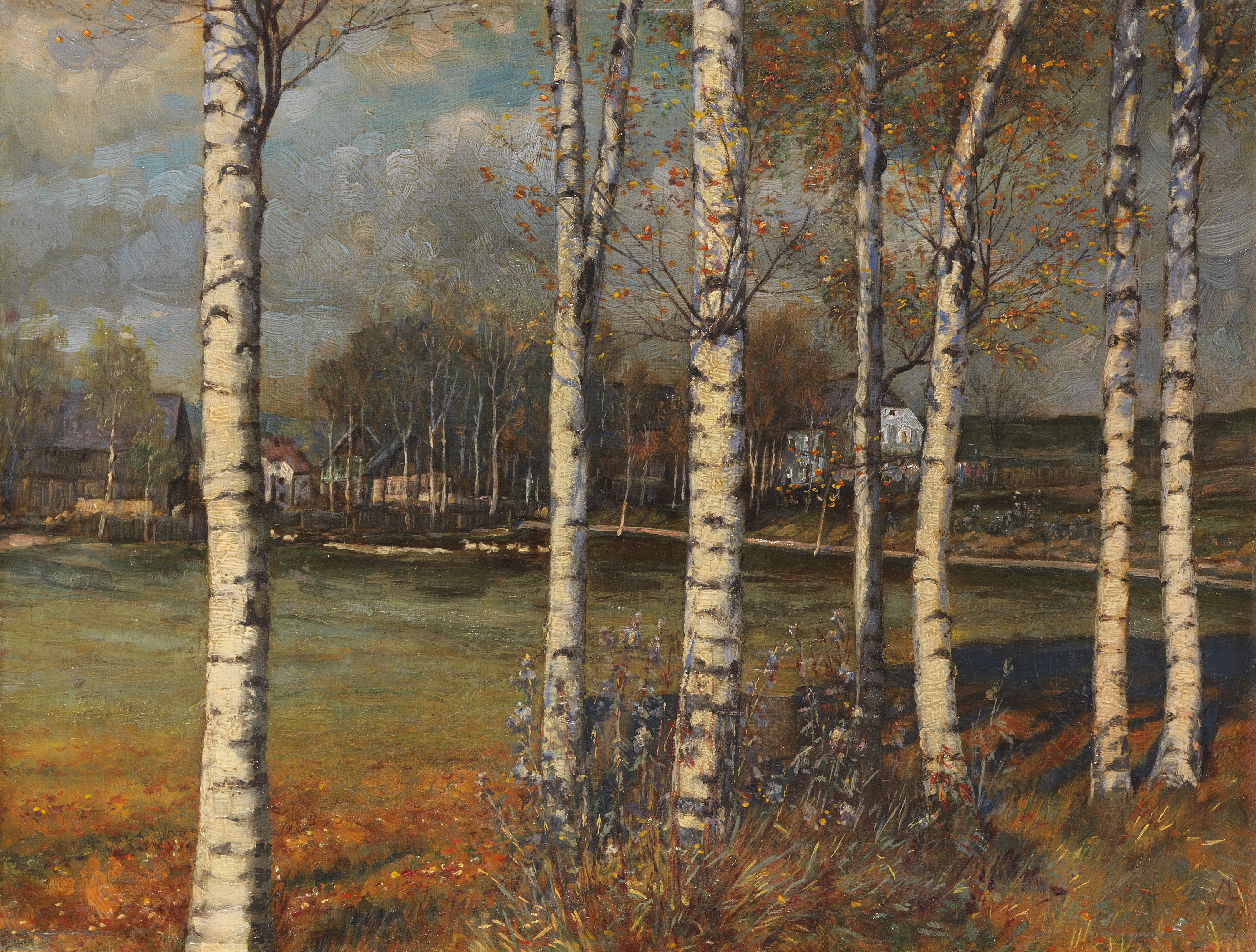
«Березовий гай» (1929)
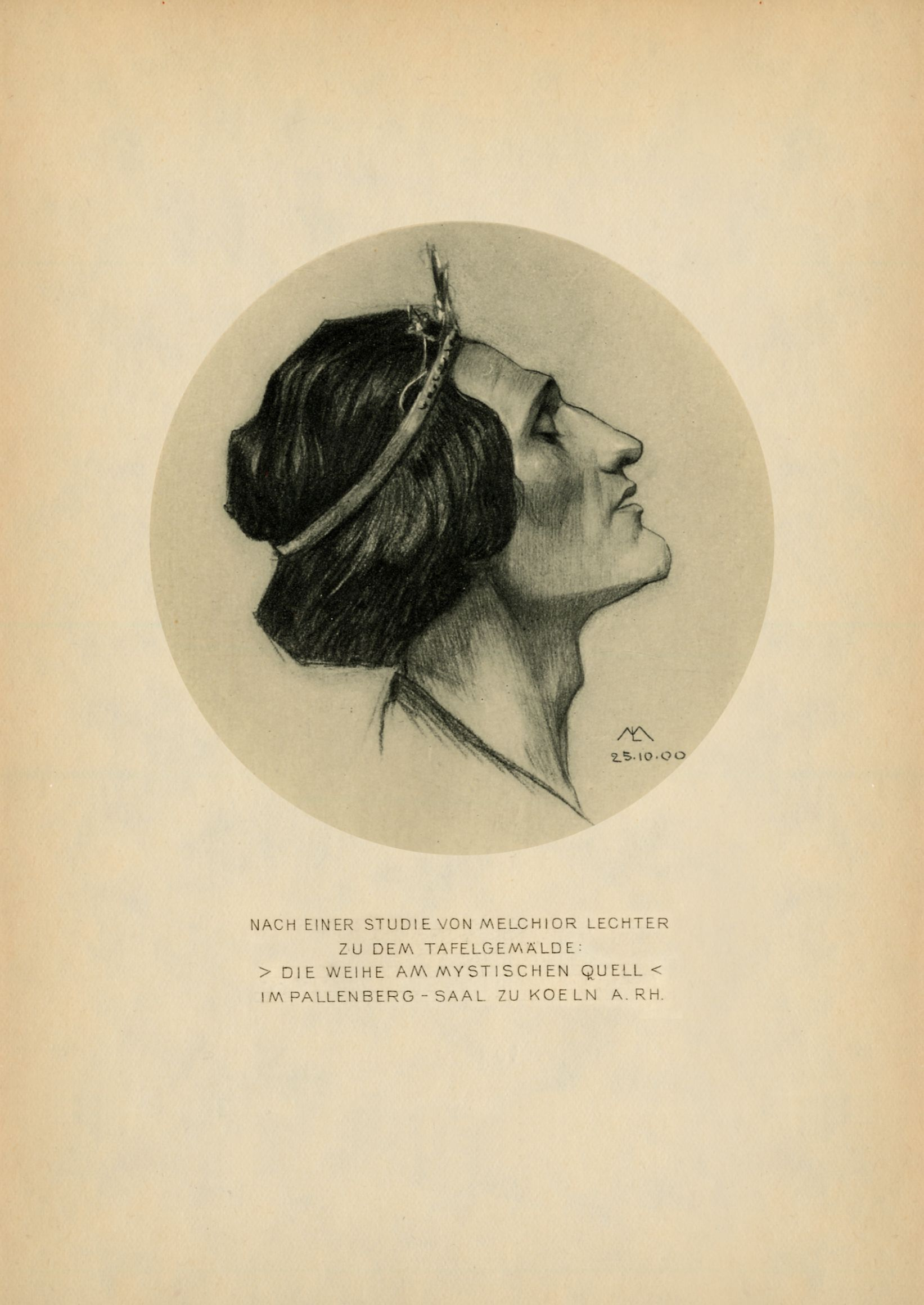
Ескіз до «Посвячення біля містичного джерела» (1900)